# Grave (együttes)
A Grave svéd, régi stílusú death metal zenekar, mely 1986-os megalakulása óta a műfaj egyik legmegbízhatóbb képviselője. A tagcserék ellenére is aktív zenekar, akik a műfaj veteránjai, több mint 20 éves pályafutásuk alatt már számos lemezt készítettek. Az első vonalas svéd death metal klasszikusai közé tartoznak, együtt olyan formációkkal, mint a Dismember, az Unleashed és az Entombed.

## Diszkográfia

### Stúdióalbumok
- Into the Grave, 1991
- You'll Never See..., 1992
- Soulless, 1994
- Hating Life, 1996
- Back from the Grave, 2002
- Fiendish Regression, 2004
- As Rapture Comes, 2006
- Dominion VIII, 2008
- Burial Ground, 2010
- Endless Procession of Souls, 2012
- Out of Respect for the Dead, 2015

### EP-k, kislemezek és splitek
- Tremendous Pain (EP), 1991
- Grave / Deviated Instinct / Devolution (split), 1991
- In the Eyes of Death (split), 1991
- ... And Here I Die... Satisfied (EP), 1993

### Koncertlemezek
- Extremely Rotten Live, 1997

### Gyűjteményes kiadványok
- Morbid Ways to Die (box set), 2003
- Exhumed - A Grave Collection (válogatás), 2008
- Death Unhallowed (box set), 2010
- Necropsy - The Complete Demo Recordings 1986-1991 (kiadatlan, korai demók gyűjteménye), 2011
- The Dark Side of Death (válogatás), 2012

### DVD
- Enraptured, 2006